# Alexandre Dumas figlio
Alexandre Dumas, detto Alexandre Dumas figlio per distinguerlo dal padre omonimo (Parigi, 27 luglio 1824 – Marly-le-Roi, 27 novembre 1895), è stato uno scrittore e drammaturgo francese.
Come il padre, è stato un autore di grande successo, noto soprattutto per il romanzo La signora delle camelie (a cui si ispira La traviata di Giuseppe Verdi) e per le opere teatrali Le Fils naturel e Un Père prodigue.

## Biografia

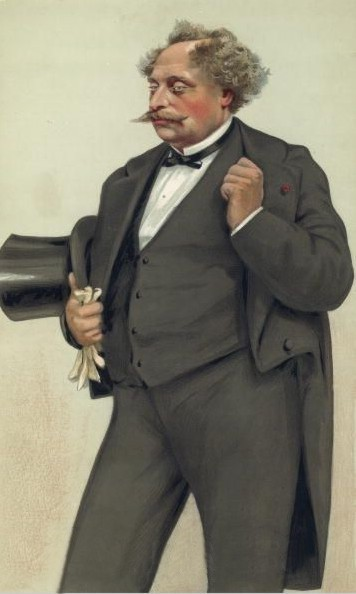
Alexandre Dumas figlio

Figlio di Alexandre Dumas (1802-1870) e della sua vicina di pianerottolo, Catherine Laure Labay (1793-1868), è dichiarato figlio naturale di padre e madre sconosciuti e molto presto messo in collegio. I suoi genitori lo riconoscono nel marzo 1831, quando ha sei anni. Dopo una difficile battaglia per la sua custodia è assegnato al padre, nei confronti del quale serberà un profondo rancore, come dimostra la sua prefazione a un'edizione di lusso a tiratura limitata de I tre moschettieri pubblicata da Calman Lèvy nel 1893.
All'età di diciassette anni Dumas abbandona il collegio e si lascia trascinare dalla vita oziosa e galante condotta dal padre. Nel settembre 1844 a Parigi conosce Marie Duplessis, con la quale intratterrà una relazione fino all'agosto del 1845. La donna, morta nel 1847, gli ispirerà il suo più noto romanzo La signora delle camelie (1848), da cui trarrà l'omonimo dramma del 1852. Negli anni successivi affronta, con il suo stile di scrittura brillante, temi assai controversi per l'epoca quali la posizione sociale della donna, il divorzio e l'adulterio.
Tra le opere di questo periodo vanno ricordate Démi-Monde (1855), L'amico delle donne (1864), Le idee della signora Aubray (1867), La moglie di Claudio (1873), Francillon (1887). Dumas vivrà la propria vita come uno dei suoi eroi drammatici, tra torbidi amori e fantastiche avventure. Ammiratore di George Sand, che chiama «cara mamma», trascorrerà molto tempo nella proprietà di Nohant-Vic della scrittrice e curerà l'allestimento del suo romanzo Le Marquis de Villemer per la scena.
Si sposa il 31 dicembre 1864 a Mosca con Nadezhda von Knorring (1826-1895); la coppia ha due figlie, Marie-Alexandrine-Henriette Dumas, madre dello schermidore Alexandre Lippmann, e Jeanine Dumas. Fra gli onori che gli vengono tributati vanno ricordati la Legion d'onore e l'elezione all'Académie française nel 1874. Muore il 27 novembre 1895 nella sua proprietà di Yvelines, a Marly-le-Roi, e viene inumato nel cimitero di Montmartre a Parigi.

## Opere

### Romanzi e racconti principali
- Aventures de quatre femmes et d'un perroquet (1847) (romanzo)
- Césarine (1848) (romanzo)
- La Dame aux Camélias (La signora delle camelie, 1848) (romanzo)
- Le Roman d'une Femme (1848) (romanzo)
- Le Docteur Servans (1849) (romanzo)
- Antonine (1849) (romanzo)
- La vie à vingt ans (1850) (romanzo)
- Les Quatre Restaurations. Serie di romanzi storici apparsi in feuilleton ne La Gazette de France sotto il titolo di Tristan le Roux, Henri de Navarre, Les Deux Frondes (1849-1851)
- Tristan le Roux (1850) (romanzo)
- Trois hommes forts (1850) (romanzo)
- Diane de Lys (1851) (racconto - commedia teatrale)
- Le Régent Mustel (1852) (romanzo)
- Contes et nouvelles (1853) (racconti)
- La Dame aux Perles (1854) (romanzo)
- Sophie Printemps (1854) (romanzo)
- Un cas de rupture (1854) (racconto)
- Le Meneur de loups (1857) (romanzo)
- L'Affaire Clémenceau, Mémoire de l'accusé (1866) (romanzo)

### Saggi
- Histoire de la Loterie, depuis la première jusqu'à la dernière Loterie: La Loterie des lingots d'or (1851)
- La question de la femme (1872)
- L'homme-femme (1872)
- La question du divorce (1879)
- Les femmes qui tuent et les femmes qui votent (1880)
- Lettre à M. Naquet (1882)
- La recherche de paternité, lettre à M. Rivet, député (1883)

### Principali opere teatrali e adattamenti
- Le Bijou de la reine, commedia in versi in un atto (1845)
- Le Verrou de la reine, Parigi, Théâtre-Historique, 1848, poi Théâtre du Gymnase, 1873.
- Atala, scena lirica, musica di Alphonse Varney, Parigi, Théâtre-Historique, 1848.
- La Dame aux camélias, Parigi, Le Vaudeville, 2 febbraio 1852.
- Diane de Lys, opera in cinque atti, Parigi, Théâtre du Gymnase, 15 novembre 1853.
- Le Demi-Monde, Parigi Théâtre du Gymnase, 20 marzo 1855.
- La Question d'argent, Parigi, Théâtre du Gymnase, 31 gennaio 1857.
- Le Fils naturel, Parigi, Théâtre du Gymnase, 16 gennaio 1858.
- Un Père prodigue, Parigi, Théâtre du Gymnase, 30 novembre 1859.
- L'Ami des femmes, Parigi, Théâtre du Gymnase, 5 marzo 1864.
- Les Idées de Mme Aubray, Parigi, Théâtre du Gymnase, 16 marzo 1867.
- Une visite de noces, Parigi, Théâtre du Gymnase, 16 ottobre 1871.
- La Princesse Georges, Parigi, Théâtre du Gymnase, 2 dicembre 1871.
- La Femme de Claude, Parigi, Théâtre du Gymnase, 16 gennaio 1873.
- Monsieur Alphonse, Parigi, Théâtre du Gymnase, 26 novembre 1873.
- L'Étrangère, commedia in quattro atti, Parigi, Théâtre-Français, 14 febbraio 1876.
- La Princesse de Bagdad, opera in tre atti, Parigi, Théâtre-Français, febbraio 1881.
- Denise, opera in quattro atti, Parigi, Théâtre-Français, 19 gennaio 1885.
- Francillon, opera in tre atti, Parigi, Théâtre-Français, 17 gennaio 1887.
- La troublante, opera incompiuta
- La route de Thèbes, opera incompiuta

### Principali collaborazioni teatrali
- con George Sand: Le Marquis de Villemer, Parigi, Théâtre de l'Odéon, febbraio 1864.
- con Émile de Girardin: Le Supplice d'une femme, Parigi, Théâtre-Français, 29 aprile 1865.
- con Armand Durantin: Héloïse Paranquet, Parigi, Théâtre du Gymnase, 20 gennaio 1866.
- con H. Lefrançois: Le Filleul de Pompignac, commedia in quattro atti, Parigi, Théâtre du Gymnase, 1869.
- con Pierre de Corvin: Les Danicheff, dramma in cinque atti, Parigi, Théâtre de l'Odéon, febbraio 1876.
- con Gustave-Eugène Fould: La Comtesse Romani, commedia in tre atti, Parigi, Théâtre du Gymnase, novembre 1876.
- con Alexandre Dumas: La Jeunesse de Louis XIV, Parigi, Théâtre de l'Odéon, 1874.
- con Alexandre Dumas: Joseph Balsamo, dramma inedito in cinque atti, Parigi, Théâtre de l'Odéon, marzo 1878.

### Opere complete
- Péchés de jeunesse (1847) (poesie)
- Théâtre complet avec préfaces inédites (1868-1879) (6 voll.). Edizione accresciuta, detta dei Comédiens (1882-1886) (6 voll.).
- Entr'actes (1877-1879) (3 voll.) Articoli e Scritti giovanili.
- Théâtre des autres (1894) (2 voll.) (opere teatrali scritte in collaborazione)